# Carl-August-Allee 16

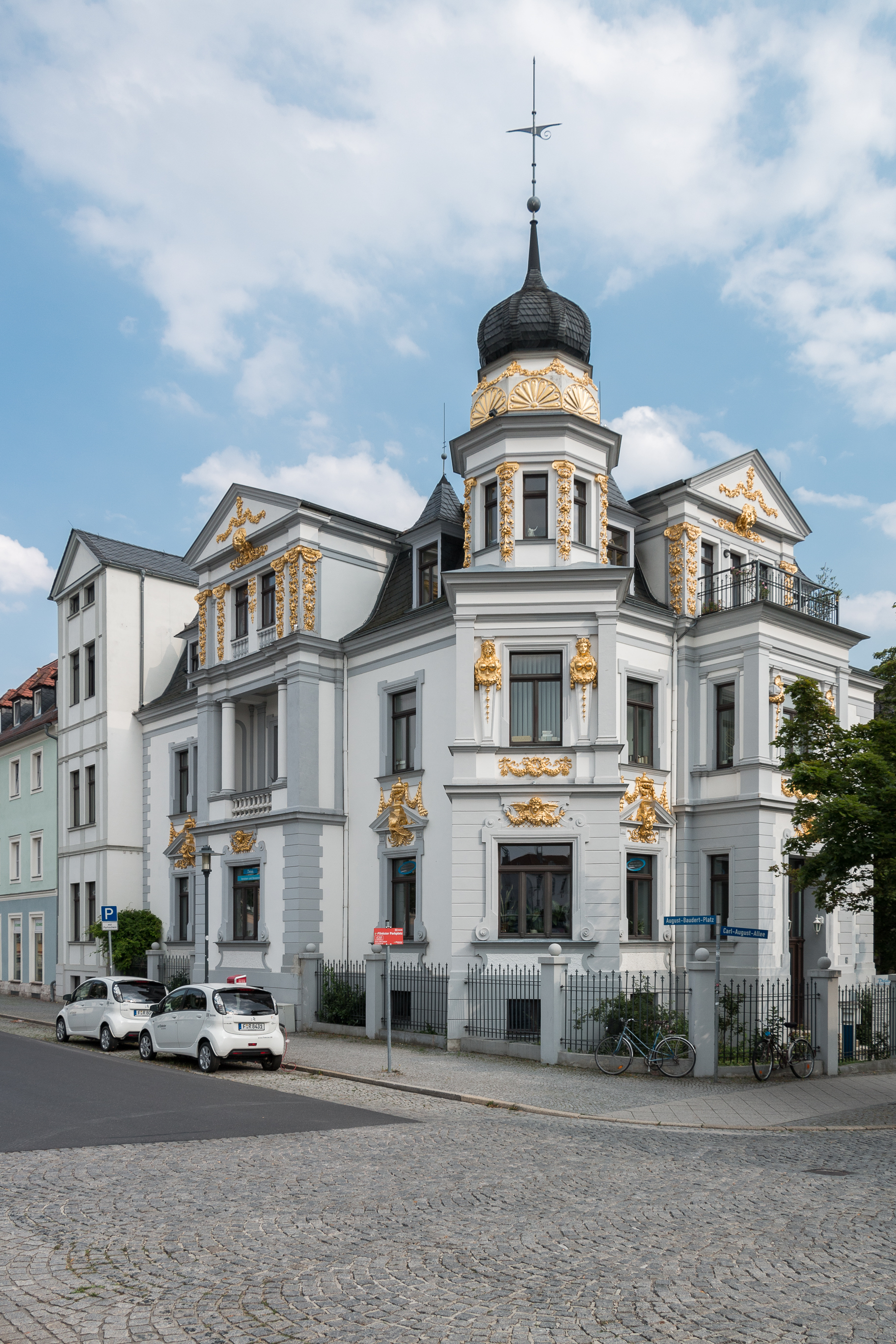
Weimar, Carl-August-Allee 16

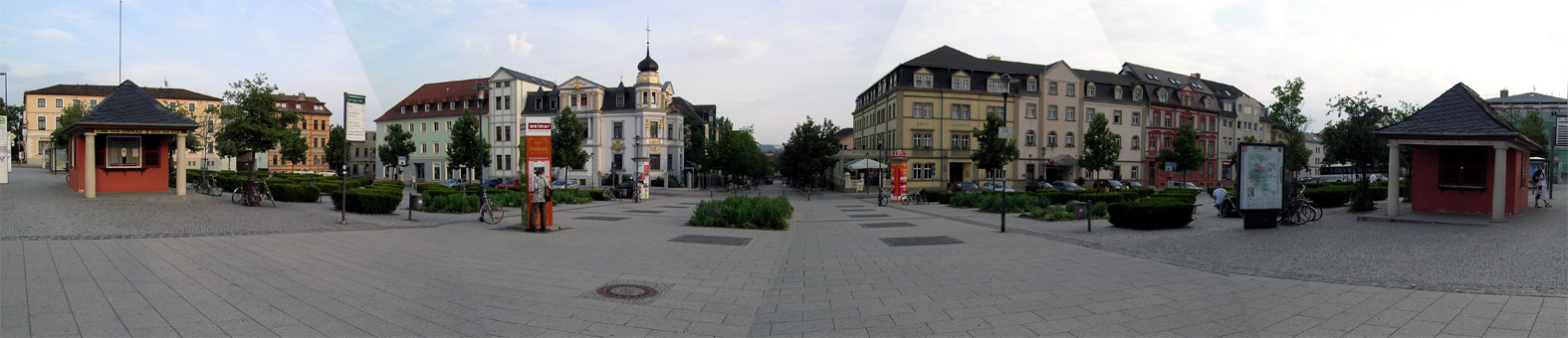
Bahnhofsvorplatz

An der Carl-August-Allee 16 steht gegenüber dem Bahnhof Weimar am Beginn der Carl-August-Allee (einst Sophienstraße) ein repräsentativer Bau mit vergoldeten Kuppeldächern gegenüber dem Hotel Kaiserin Augusta und zugleich am August-Baudert-Platz. Dieser historistische Bau war einmal das Hotel Victoria. Das Gebäude entstand 1888. Es betrifft die Gemarkung Weimar / Flur 25 / Flurstück(e) 174.
Dieser stark gegliederte Eckbau besitzt am Eckrisaliten ein Kuppeldach. Auffallend ist der durch die Blattvergoldungen am Kuppeldach und an den Figurenornamenten sich absetzende Bau sofort nach dem Verlassen des Bahnhofs. Am Platz hat kein weiteres Gebäude eine derart reichliche Verzierung.
Diese Villa ließ sich ein Kaufmann namens E. Reisen bauen. Im Jahre 1916 wurde diese zusammen mit einem 1850 entstandenen Nebengebäude offiziell zum Hotel Viktoria umfunktioniert. Zu DDR-Zeiten war das Gebäude die Poliklinik Nord. Die benachbarte Carl-August-Allee 14 ist noch heute Ärztehaus.
Heute ist das Gebäude Geschäftshaus unter anderem mit einer Geschäftsstelle der Versicherung Debeka.
Das Gebäude steht auf der Liste der Kulturdenkmale in Weimar (Einzeldenkmale).